# Nier (biologie)

Schematische voorstelling van de nier
1. Renale piramide,
2. arteriole,
3. Nierslagader,
4. Nierader,
5. Renale hylum,
6. Nierbekken,
7. Ureter,
8. Minor calyx,
9. Niercapsule,
10. Onderste niercapsule,
11. Bovenste niercapsule,
12. Vena interlobularis
13. Nefronen,
14. kleine nierkelk,
15. grote nierkelk,
16. niermerg,
17. Renale kolom

De nieren zijn twee organen bij zoogdieren, waaronder de mens, in de buikholte achter het buikvlies of peritoneum, links en rechts van de wervelkolom. De nieren spelen een esentiële rol in de homeostase. Ze houden de samenstelling van het bloed constant, en verwijderen opgeloste ongewenste stoffen, zoals afvalstoffen van de stofwisseling, en via het voedsel opgenomen vergiften en geneesmiddelen. Dit gebeurt deels passief en deels actief (zie hieronder). In hetzelfde kader zorgen de nieren ook voor het handhaven van het zuur-base-evenwicht (bloed) op langere termijn, door het transport van waterstofcarbonaat en waterstofionen. Het product dat de nieren hierbij aanmaken is de urine, een oplossing van stoffen die het lichaam niet kan (her)gebruiken.
In het menselijk lichaam zijn de nieren enigszins boonvormig, met de holle kant naar het midden wijzend. Menselijke nieren zijn 10–13 cm lang, 5 cm dik en wegen ieder ca. 150 gram. Nieren hebben meestal één, maar soms twee, slagaders.

## Opbouw en werking
De nier is opgebouwd uit ongeveer 600.000 tot 1.000.000 nefronen, waarin de bloedzuivering plaatsvindt. Het proces kan grofweg in twee delen worden gesplitst, een passief proces en een actief proces.
In het passieve proces wordt water met opgeloste stoffen uit poreuze kluwens van haarvaten (zeeflichaampjes of glomeruli) geperst en opgevangen. Bloedcellen en grote eiwitten blijven in het bloed achter. Bij een volwassen mens levert dit dagelijks ongeveer 170 liter voorurine op. De voorurine bevat zowel afvalstoffen als stoffen die belangrijk zijn om te behouden. Een belangrijke afvalstof is ureum, dat door de lever is gemaakt om, uit de eiwitstofwisseling afkomstige, ammoniak onschadelijk te maken.
In het actieve proces worden waardevolle stoffen, zoals aminozuren, glucose, elektrolyten en water grotendeels of geheel teruggewonnen. Dit gebeurt in de verschillende onderdelen van de nierbuisjes: de proximale tubulus, de lis van Henle of lus van Henle de distale tubulus en de verzamelbuis. In het dalende been van de lis van Henle wordt alleen water teruggewonnen, dit wordt passief gedaan. De buis is daar gesloten voor zouttransport. In het dunne stijgende been van de lis van Henle wordt actief zout gereabsorbeerd en is daar gesloten voor het watertransport. In het dikke stijgende deel van de lis van Henle wordt er gebruikgemaakt van het tegenstroomprincipe om zonder water (wederom waterdicht) tegen een zeer grote osmotische gradiënt in te hoeven transporteren toch een hoge concentratie te kunnen bereiken. Bij woestijndieren is het nefron om deze reden verlengd. Daarnaast zijn er enkele stoffen die actief vanuit het bloed in de holte van de nierbuisjes worden uitgescheiden.
Uiteindelijk komt de van waardevolle bestanddelen ontdane en geconcentreerde vloeistof, die nu urine heet, via de nierkelken in het nierbekken, waarna hij door de urineleider naar de urineblaas wordt getransporteerd en uiteindelijk via de urinebuis wordt geloosd.
Elke nier wordt omsloten (van binnen naar buiten) door de volgende lagen:
- Eerst de niercapsule. Deze vormt een dikke fibreuze bindweefselcapsule.
- Perirenaal vet.
- Renale fascia (Gerota's fascia): Bevindt zich om de nier, ureter en renale vaten.
- Pararenaal vet: Dit is de buitenste laag, bevindt zich om de renale fascia.

Het nierbekken, de urineleider (ureter), de urineblaas en de urinebuis (urethra) zijn bekleed met overgangsepitheel (ofwel slijmvlies ofwel het 'urotheel').

## Ziekten en beschadigingen
Veel nierziekten hebben te maken met de toestand van het membraan van de zeeflichaampjes waardoor het bloedplasma wordt gefilterd. Ze laten niet genoeg meer door, of juist te veel, bijvoorbeeld eiwit of bloedcellen. Met name langdurig bestaande hoge bloeddruk en suikerziekte hebben een slechte invloed op de (bloedvaten in de) nier. Ook kunnen complete zeeflichaampjes verloren gaan. Is meer dan 90% van de functie van de nier verloren gegaan, dan ontstaat het beeld van terminaal nierfalen.
Verstoring van de werking van de nierbuisjes kan leiden tot een slechte opname van waardevolle stoffen. Zo veroorzaakt een verhoogde natriumopname een hoge bloeddruk en ontstaat diabetes insipidus door een tekort aan wateropname. Deze aandoeningen kunnen ook ontstaan door bijwerkingen van medicijngebruik.

## Kunstnieren
Het relatief eenvoudige ultrafiltratiemechanisme van de nier heeft het mogelijk gemaakt een groot deel van de functie van de nier door een kunstnier te vervangen. Ook niertransplantatie is tegenwoordig een gepraktiseerde optie. Niertransplantaties worden via de buik uitgevoerd.

## Regelsystemen
De nieren maken deel uit van een flink aantal hormonale regelkringen, die vooral betrekking hebben op de water- en zouthuishouding, de bloeddruk, de pH-regeling van het bloed, de osmotische waarde van het bloed, en de hoeveelheid rode bloedcellen. De nieren produceren het hormoon erytropoëtine om de aanmaak van rode bloedcellen te stimuleren. Het hormoon wordt, als geneesmiddel tegen bloedarmoede bij dialyse-patiënten, in laboratoria aangemaakt via chemische synthese. Dit geneesmiddel wordt daarnaast, bekend onder de naam 'epo', als doping misbruikt door sommige sporters.